# Sint-Amanduskerk (Erps)

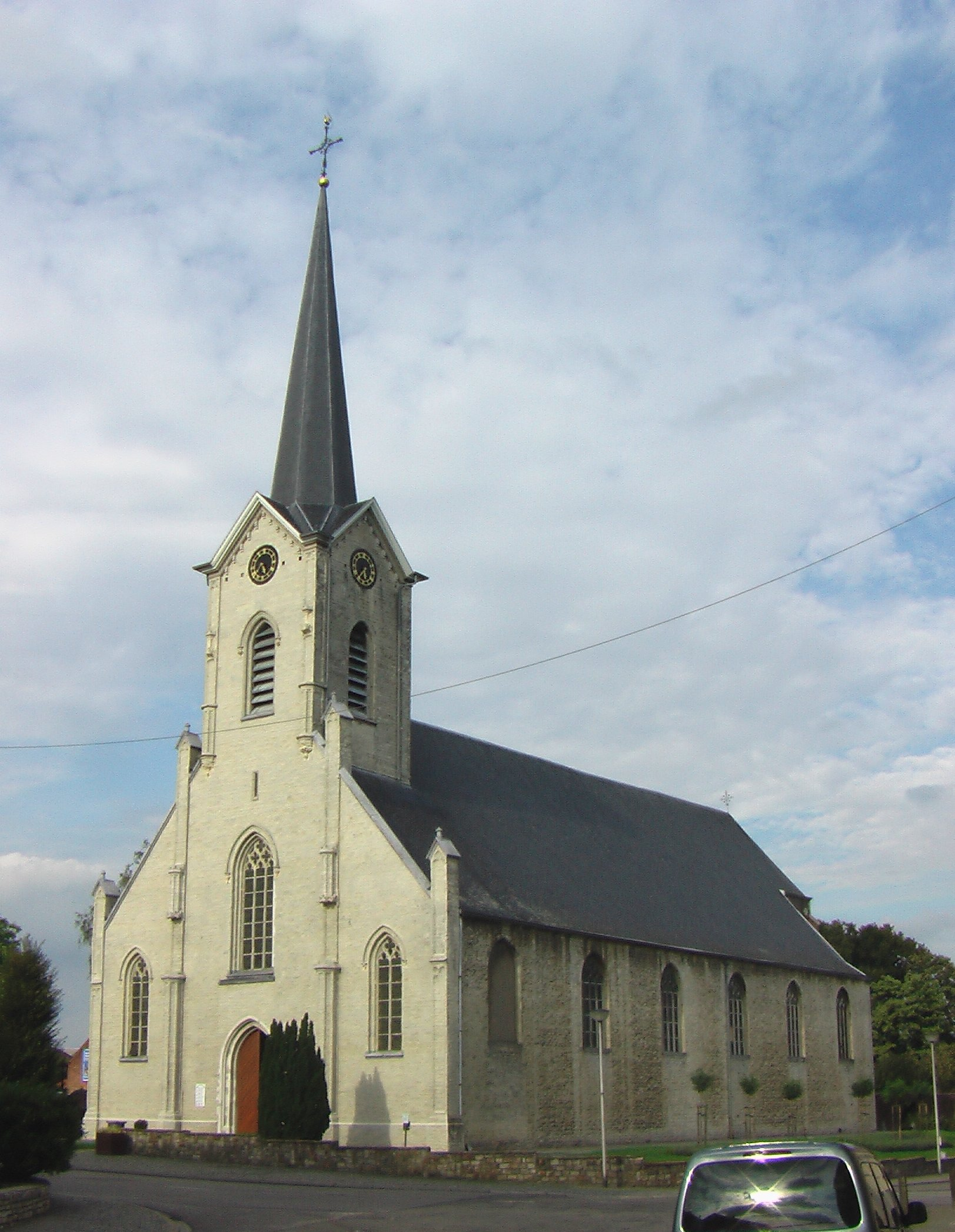
De Sint-Amanduskerk in het centrum van Erps, gezien vanuit het zuidoosten

De Sint-Amanduskerk is een neogotische kerk in de Vlaams-Brabantse gemeente Kortenberg in het centrum van België.
Op dezelfde locatie werd reeds in de vroege middeleeuwen een kerk in Romaanse stijl gebouwd die evenwel na een blikseminslag op de toren in 1706 afbrandde.
De Sint-Amanduskerk ligt in de deelgemeente Erps-Kwerps aan het dorpsplein van Erps. Zij dateert uit het midden van de 19e eeuw en werd afgewerkt in 1864. De classicistische apsis dateert evenwel reeds uit het einde van de 18e eeuw. De zijbeuken werden reeds gebouwd in 1773 naar plannen van Laurent-Benoît Dewez.
De doopvont van de kerk dateert van 1724 en het orgel van 1752 De zijaltaren zijn barok en werden in 1785 overgekocht van de opgeheven priorij van Groenendaal. In de noordelijke zijbeuk van de kerk bevindt zich een altaar in Lodewijk XV-stijl, deze stijl werd eveneens gehanteerd voor de houten lambrisering van het koor. In het koor bevinden zich grote barokke doeken van Pieter-Jozef Verhaghen uit 1785, het ene gewijd aan Sint-Barbara, het andere aan Sint-Donatus.
Het geheel werd in 1981 erkend als monument van onroerend erfgoed en behoort tot het cultureel erfgoed in België.